# Carabhydrus andreas
Carabhydrus andreas är en skalbaggsart som beskrevs av Peter Zwick 1981. Carabhydrus andreas ingår i släktet Carabhydrus och familjen dykare. Inga underarter finns listade i Catalogue of Life.